# 阿尔贝·鲁塞尔
阿尔贝·夏尔·保罗·马里·鲁塞尔（法語：Albert Charles Paul Marie Roussel，法語發音：[albɛʁ ʃaʁl pɔl maʁi ʁusɛl]；1869年4月5日—1937年8月23日），法国作曲家，音乐教育家。

## 生平
鲁塞尔出生在法国北部，他最初的兴趣是数学。1889年，鲁塞尔参加海军，随舰航行到东南亚地区。1894年退伍后，开始专心学习音乐，直到1908年。同时他也私下教学。一战爆发后，他在军中担任救护车驾驶员。战争结束后，他移居诺曼底，并在那里去世。

## 音乐
在鲁塞尔的作品中，来自丹第和东方音乐的影响占据统治地位，尽管他也曾经对印象主义，新古典主义甚至爵士乐感兴趣。鲁塞尔的作品音响厚重，织体较为复杂，和声具一定的现代性。他的音乐初听并不容易理解，这也许是他的知名度远远不如同时代人德彪西和拉威尔的主要原因。